# Intégration des fonctions réciproques
L'intégration de la fonction réciproque f −1 d'une bijection f peut être effectuée au moyen d'une formule mathématique mettant seulement en jeu la bijection réciproque f −1
et une primitive de f.

## Énoncé du théorème
Soit I1 et I2 deux intervalles de ℝ. 
Supposons que f : I1 → I2 est une bijection continue et soit f −1 : I2 → I1 sa bijection réciproque (on démontre que f −1 est également continue, donc f et f −1 admettent des primitives). Si F désigne une primitive de f, les primitives de f −1 sont de la forme

Preuve sans mots du théorème

## Preuves
- Si f −1 est supposée dérivable, le théorème ci-dessus s'ensuit immédiatement par dérivation[1],[2] (première méthode).
- Si f est supposée dérivable, le théorème s'obtient par changement de variable (en posant y = f(x)), suivi d'une intégration par parties[3].

Ces deux cas particuliers du théorème sont en fait équivalents puisque (cf. ci-dessous) son énoncé peut se reformuler de façon symétrique en f et f −1. La première méthode s'adapte au cas où f −1 est seulement absolument continue. La seconde s'adapte au cas général : il suffit de raisonner sur des intégrales de Stieltjes. 
- Si f(a) = c et f(b) = d, le théorème se réécrit : {\displaystyle \int _{c}^{d}f^{-1}(y){\rm {d}}y+\int _{a}^{b}f(x){\rm {d}}x=bd-ac.} La figure ci-contre[1],[5],[6] est une preuve sans mots de cette formule (proche sous cette forme de l'inégalité de Young), que l'on peut expliciter en termes d'intégrales de Riemann-Darboux[5],[6].
- On peut aussi vérifier simplement qu'en tout point y de I2, le nombre dérivé de la fonction y ↦ yf −1(y) – F(f −1(y)) est bien égal à f −1(y), c'est-à-dire que{\displaystyle \forall x\in I_{1}\quad \lim _{h\to 0}{\frac {(x+h)f(x+h)-xf(x)-\left(F(x+h)-F(x)\right)}{f(x+h)-f(x)}}=x.}Il suffit pour cela d'appliquer le théorème des accroissements finis à la fonction F entre x et x + h, puis de se souvenir que f est monotone.

## Exemples
1. Supposons que {\displaystyle f(x)=\exp(x)}, donc {\displaystyle f^{-1}(y)=\ln(y)}. La formule ci-dessus implique immédiatement{\displaystyle \int \ln(y){\rm {d}}y=y\ln(y)-y+C.}
2. De même, avec {\displaystyle f(x)=\cos(x)} et {\displaystyle f^{-1}(y)=\arccos(y)}, il vient{\displaystyle \int \arccos(y){\rm {d}}y=y\arccos(y)-\sin(\arccos(y))+C=y\arccos(y)-{\sqrt {1-y^{2}}}+C.}
3. Avec {\displaystyle f(x)=\tan(x)} et {\displaystyle f^{-1}(y)=\arctan(y)}, il vient{\displaystyle \int \arctan(y){\rm {d}}y=y\arctan(y)+\ln |\cos(\arctan(y))|+C=y\arctan(y)-{\frac {1}{2}}\ln(1+y^{2})+C.}

## Historique
Ce théorème d'intégration, accompagné de sa justification géométrique en termes d'aire, et d'une démonstration supposant f −1 dérivable, fut publié en 1905 par Charles-Ange Laisant, qui la jugeait « d'une telle simplicité qu'[il avait] peine à croire nouvelle [cette] règle », mais cherchait à la répandre dans l'enseignement. Le résultat fut publié indépendamment en 1912 par un ingénieur italien, Alberto Caprilli.
Le théorème a été traité dans des publications destinées à l'enseignement. En 1955, F. D. Parker souligne son intérêt pour les premières années universitaires et en donne plusieurs applications. Dans son Calculus de 1967, Michael Spivak propose en exercice les trois premières preuves ci-dessus, en détaillant la troisième (par les sommes de Darboux), qui traite le cas général. Dans un article de 1994, Eric Key rédige cette démonstration, qui souligne l'adéquation dans ce cas de la définition formelle de l'intégrale à l'intuition géométrique donnée par l'aire et insiste sur l'intérêt du théorème en s'appuyant sur Parker.

## Analogue pour les fonctions holomorphes
Pour les fonctions holomorphes, on démontre la même formule par la première des preuves ci-dessus (transcrite en termes de différentiation complexe) :
Soient U et V deux ouverts simplement connexes du plan complexe. Supposons que f : U → V est un biholomorphisme, c'est-à-dire une bijection holomorphe dont la réciproque est holomorphe (f et f −1 admettent donc des primitives). Si F désigne une primitive de f, les primitives de f −1 sont de la forme